# The Writing on the Wall
«The Writing on the Wall» es una canción de la banda británica de heavy metal Iron Maiden, publicada el 15 de julio de 2021 con un video musical y escrita por Adrian Smith y Bruce Dickinson. Se trata del primer sencillo del álbum de 2021 Senjutsu, y es el primer lanzamiento de la banda desde el sencillo «Empire of the Clouds» del disco The Book of Souls (2015).

## Video musical
El videoclip fue dirigido por Nicos Livesey de BlinkInk, una compañía de animación londinense, en colaboración con Bruce Dickinson y los exejecutivos de Pixar, Mark Andrews y Andrew Gordon. La historia fue escrita por Dickinson, inspirado en las historias bíblicas de El festín de Baltasar y Daniel. Presenta a Eddie the Head, la mascota de la banda, rescatando a una pareja similar a Adán y Eva de las garras de un maligno dictador.
Dickinson se inspiró en el videoclip de la canción «Deutschland» de la banda alemana de metal industrial Rammstein en el momento de crear la historia para el video. Le expresó la intención de hacer algo similar pero en el estilo característico de Iron Maiden al mánager Rod Smalwood y empezó a trabajar con Andrews y Gordon en la realización de la obra audiovisual. En el final del video, Eddie rescata a Adán y Eva del control del tirano, mientras una gran bomba hace explosión en el horizonte, una idea que Dickison tomó del filme Dr. Strangelove (1964) de Stanley Kubrick.
El cantante manifestó sobre dicha secuencia: «Escribí el guion gráfico para el video, lo ajusté un poco y le di un final feliz. Bueno, una especie de final feliz: Adán y Eva empiezan de nuevo, pero con Eddie [The Head] diciendo: "Al final los atraparé"». Reveló además a Rolling Stone que la idea de convertir en motociclistas a los cuatro jinetes del apocalipsis le surgió al ver la serie de televisión estadounidense Sons of Anarchy durante la cuarentena.

## Créditos
Iron Maiden
- Bruce Dickinson – voz
- Dave Murray – guitarras
- Janick Gers – guitarras
- Adrian Smith – guitarras
- Steve Harris – bajo y coproducción
- Nicko McBrain – batería

Producción
- Kevin Shirley – producción y mezcla